# Unterpetersbächlerhof
Der Unterpetersbächlerhof ist ein Weiler, der zur Ortsgemeinde Fischbach bei Dahn im Landkreis Südwestpfalz gehört.

## Lage
Der Unterpetersbächlerhof befindet sich im Wasgau, wie der südliche Teil des Pfälzerwaldes genannt wird. Er liegt rund zwei Kilometer südwestlich des Kernortes von Fischbach. Weiter südwestlich befindet sich der Fischbacher Ortsteil Petersbächel. Im Osten wird der Ort vom Fluss Petersbächel umflossen, der zugleich als Namensgeber fungierte.

## Geschichte

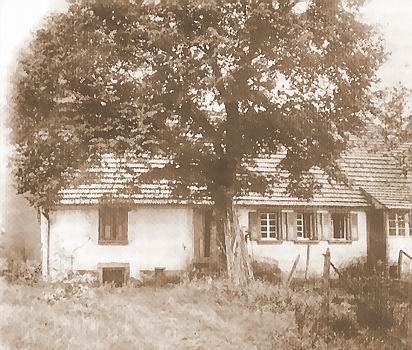
Der historische Unterpetersbächlerhof

1928 hatte der Unterpetersbächlerhof fünf Einwohner, die in zwei Wohngebäuden lebten. Die Katholiken gehörten zur Pfarrei von Fischbach, die Protestanten zu derjenigen von Schönau. Offiziell ist der Unterpetersbächlerhof Bestandteil des Ortsbezirks Petersbächel.

## Verkehr und Infrastruktur
Der Unterpetersbächlerhof besteht aus drei Straßen. Durch ihn verläuft die Kreisstraße 44, die mit der örtlichen Friedhofstraße identisch ist. Die führt in nördliche Richtung zum Kernort Fischbach und mündet dort in die Landesstraße 478. Im Süden mündet sie in die Kreisstraße 43, die von Ludwigswinkel nach Schönau führt. Des Weiteren existieren vor Ort die Straßen Unterpetersbächlerhof und Siedlung. Darüber hinaus befinden sich vor Ort ein Fußballplatz, ein Zeltplatz sowie eine Ferienwohnung.